# 司马季冲
司马季冲（520年—581年10月7日），字季冲，河内郡温县（今河南省焦作市温县）人，出自云中司马氏，东魏、北齐、北周官员。

## 生平
司马季冲以司徒府参军事为起家官，高澄为大将军时，引荐司马季冲出任大将军参军事，司马季冲又转任左仆射刑狱参军。齐文宣帝高洋登基，为太子选拔辅佐官吏，任命司马季冲出任太子洗马，司马季冲很快又转任太子仆，出任河间郡太守，转任太中大夫、济北郡太守。北周平定北齐后，司马季冲出任左中郎将。大象三年八月廿四日（581年10月7日），司马季冲在邺城去世，虚岁六十二。大业三年岁次丁卯十一月丙午朔廿七日壬申（607年12月21日），与夫人元客女合葬于漳水以北。

## 家庭

### 祖父母
- 司马龙，北魏司徒公[1]
- 略阳垣氏，北魏武威郡太守垣通第二女，垣南姿二姑[2]

### 父母
- 司马纂，北魏仪同三司、青州刺史[1]
- 垣南姿，北魏武威郡太守垣通孙女，平北司马垣叡之女[2]

### 兄弟姐妹
- 司马世云，东魏卫将军、颍州刺史
- 司马膺之，北齐仪同三司、金紫光禄大夫、须昌县公
- 司马子瑞，北齐祠部尚书、温县文节伯
- 司马幼之，隋朝眉州刺史

### 夫人
- 元客女，北魏太傅、大将军、江阳王元继孙女，仪同三司、左光禄大夫元蛮第五女，齐孝昭帝元皇后姐姐，天统三年岁次丁亥闰六月庚午朔八日丁丑（567年6月29日）在邺城安众里去世，虚岁三十四，追赠中山郡君，天统三年七月己亥朔廿二日庚申（567年9月10日）安葬于紫陌西武城北三里[1]

### 子女
- 司马广宗，长子[2]
- 司马□士，次子[2]
- 司马□道，三子[2]
- 司马文师，四子[2]
- 司马善德，长女，齐后主高纬妃嫔[1]
- 司马德□，次女[2]